# Maarten van Dis
Maarten Menno Ulrich (Maarten) van Dis (Haarlem, 24 april 1936) is een voormalige Nederlandse roeier. Hij vertegenwoordigde Nederland eenmaal op de Olympische Spelen, maar won bij die gelegenheid geen medaille.
In 1960 maakte hij op 24-jarige leeftijd zijn olympisch debuut bij het roeien op de Olympische Spelen van Rome. Hij kwam uit op het onderdeel twee met stuurman. De roeiwedstrijden vonden plaats op het meer van Albano. De Nederlandse boot werd in de series tweede in 7.48,01. In de herkansing waren ze met 7.42,15 sneller, maar vanwege een derde plaats alsnog uitgeschakeld.
Van Dis was in zijn studententijd aangesloten bij studentenroeivereniging W.S.R. Argo en studentenvereniging W.S.V. Ceres in Wageningen. 
Na zijn studententijd is hij als ingenieur in dienst getreden van de Nederlandsche Heidemaatschappij. In 1982 trad hij toe tot de Raad van Bestuur en tot 1995 was hij voorzitter van de Raad van Bestuur.

## Palmares

### roeien (twee met stuurman)
- 1960: herkansing OS - 7.42,15

Maarten van Dis · 
Arnold Wientjes · 
Jan Just Bos (stuurman)